# Trimak
Trimak S.A. war ein spanischer Hersteller von Automobilen.

## Unternehmensgeschichte
Das Unternehmen aus Madrid begann 1959 mit der Produktion von Automobilen. Ab 1968 befand sich der Sitz des Unternehmens in Sabadell. 1972 endete die Produktion.

## Fahrzeuge
Die Fahrzeuge entsprachen weitgehend den Modellen von Moto Scooter, die bis 1959 hergestellt wurden. Dabei handelte es sich um ein Dreirad, bei dem sich das einzelne Rad vorne befand. Das Fahrzeug gab es nur als Lieferwagen und mit Pritsche. Für den Antrieb sorgte ein luftgekühlter Einzylindermotor mit 14 PS Leistung, der nach einer Lizenz des polnischen Herstellers Lew entstand. Der Motor war unter der Sitzbank montiert und trieb über eine Kardanwelle die Hinterachse an. Die Nutzlast betrug 650 kg.